# Diadeemlori
De diadeemlori (Eos histrio) is een vogel uit de familie Psittaculidae (papegaaien van de Oude Wereld). Het is een bedreigde endemische vogelsoort van eilanden in Wallacea ten noorden van Sulawesi (Indonesië).

## Kenmerken
De vogel is 31 cm lang. Het is een opvallend bontgekleurde bosvogel. De vogel is rood, met paarsblauw op de kop, borst, mantel en vleugels.

## Verspreiding en leefgebied
Deze soort is endemisch op Sulawesi en telt twee ondersoorten:
- E. h. talautensis: Talaudeilanden voornamelijk het eiland Karakelang (noordelijk van de Molukken).
- E. h. histrio: Sangihe-eilanden, Siau en Ruang (noordelijk van Sulawesi). Waarschijnlijk uitgestorven aldaar.

De ondersoort E. h. challengeri  wordt niet langer als zodanig erkend. Deze vogel was mogelijk afkomstig van het Indonesische eiland Miangas tussen Sulawesi en de Filipijnen.
Deze lori bewoont bij voorkeur ongerept regenwoud, maar komt ook voor in secundair bos en agrarisch gebied zoals kokospalmplantages.

## Status
De diadeemlori heeft een beperkt verspreidingsgebied en daardoor is de kans op uitsterven aanwezig. De grootte van de populatie werd in 1999 geschat op 5,5 tot 14 duizend individuen op Karakelang en de populatie-aantallen nemen af door de vangst voor de kooivogelhandel en ontbossing waarbij natuurlijk bos wordt omgezet in gebied voor agrarisch gebruik zoals bananenteelt. Om deze redenen staat deze soort als bedreigd op de Rode Lijst van de IUCN.